# Överfamilj

Det hierarkiska systemet i biologin

Överfamilj används inom biologisk taxonomi för att beteckna en grupp av besläktade familjer. I det biologiska hierarkiska systemet är överfamilj en rang som kommer under underordning och över familj. Det vetenskapliga namnet för en överfamilj slutar oftast med "-oidea".  Till exempel tillhör människan och de andra människoaporna överfamiljen Hominoidea.